# Ян Фансю
Ян Фансю (кит.: 杨方旭, нар. 6 жовтня 1994) — китайська волейболістка, олімпійська чемпіонка 2016 року.

## Виступи на Олімпіадах
| Олімпіада           | Дисципліна | Місце |
| ------------------- | ---------- | ----- |
| Ріо-де-Жанейро 2016 | волейбол   | 1     |

## Зовнішні посилання
- Ян Фансю — олімпійська статистика на сайті Sports-Reference.com (англ.) (архівна версія)